# (2463) Sterpin
(2463) Sterpin ist ein Asteroid des Hauptgürtels, der am 10. März 1934 vom belgischen Astronomen George Van Biesbroeck am Yerkes-Observatorium in Williams Bay, Wisconsin entdeckt wurde.
Benannt wurde der Asteroid am 21. April 1989 nach Julia Sterpin Van Biesbroeck (1882–1968), der Frau des Entdeckers. Der Vorschlag zur Benennung kam von der Tochter.